# Фианаранцоа (провинция)
Провинция Фианарантсоа (на френски: Province de Fianarantsoa) е една от 6-те административни провинции на Република Мадагаскар. Разположена е в южната част на страната и има излаз на Индийския океан. Площта на провинцията е 103 272 км², а населението е около 3,7 млн. души (2001). Столицата ѝ е град Фианарантсоа. Разделена е на 5 региона, всеки от който е допълнително разделен на райони и комуни.
Регионите са:
- Аморони Маниа
- Атсимо-Атсинанана
- От Матсиатра
- Ихоромбе
- Ватовави-Фитовинани